# Kudlik János
Kudlik János (Tósnyárasd, 1842. május 19. – Pozsonypüspöki, 1900. szeptember 26.) római katolikus esperes-plébános és országgyűlési képviselő.

## Élete
Iskoláit Pozsonyban és Esztergomban végezte. 1866. július 25-én szentelték fel. Segédlelkész volt Balassagyarmaton; 1872–73-ban az esztergomi tanítóképző-intézet tanára, majd az év végétől 1881-ig igazgatótanára volt. 1881. február 3-án püspöki (Pozsony megye) plébános lett. 1887. június 17-én a somorjai kerület (antiszemita programmal) megválasztotta országgyűlési képviselővé.
Írt számos politikai vezércikket a Magyar Állam, a Keresztény Magyarország, a Magyar Néplap, a Pozsony stb. című lapokba; egyházi beszédet a Jó Pásztor XI-XIII. évf. és a Borromaeusban (1898); írt könyvismertetéseket a Magyar Sionba, s az Irodalmi Értesítőbe, költeményeket is több lapba.

## Írásai
Cikkei a Tanodai Lapokban (1863. Melyik iskolamester követi legjobban az isteni mestert Jézus Krisztust? Mezővárosi egyházzene, Az orgona története), a Kath. legény-egyl. Olvasó-Tárában (1864. I. Ki van itt a hó alatt? Beszély); a Katholikus Néplapban (1864. Buch Henrik vagy az első kath. legényegyletek ősalakja); az István bácsi Naptárában (1871. Az esztergomi Bakácskápolna); a Magyar Államban (1870. 59. sz. Előleges észrevételek a pápák bűneire vonatkozólag, 1883. 202-3. sz. Kik a zsidók és mik vagyunk mi? 311-15., 319. sz. A zsidó esküről hajdan és most, 1884. 23. sz., Keresztény türelem és felebaráti szeretet, 1887. 335. sz. Az antisemitismus történetéhez, 1893. 3. sz. Patriotizmus és polgári házasság, 1898. 103., 109. sz. Pápafalók és papfalók); a Keresztény Magyarországban (1888. Magyarország zsidó köztársaság, 1889. A magyar kath. klerus és az antisemitismus, Az ország elzsidósodása, 1890. A társadalom ujjá alakítása, A való és a hamis szabadság. A társadalom és népképviseletek, 1891. A zsidó-kérdés hazánkban. első díjjal kitüntetett pályamű); a Magyar Néplapban (1892. Mit akarnak a zsidók).
Parlamenti beszédei az Országgyűlési Naplóban vannak rögzítve.

## Művei
- Assisi szent Ferencz élete. Irta Chavin de Malan. Magyarítá. Pest, 1865
- Bibliai régiségtan. I. füzet. Bibliai földrajz. Uo. 1871 (Több nem jelent meg. Ism. Új Magyar Sion 314. 1.)
- IX. Pius intelmei a katholikusokhoz. Ford. ...
- Magyarázat Kudlik János fatérképéhez. Esztergom. 1879 (A székesfehérvári országos kiállításra küldött Magyarország szemléltető térképéhez)